# Kratzbeere
Die Kratzbeere (Rubus caesius), auch Bereifte Brombeere, Bockbeere, Kroatzbeere oder Ackerbeere genannt, ist eine Pflanzenart aus der Gattung der Brombeeren (Rubus).

## Beschreibung

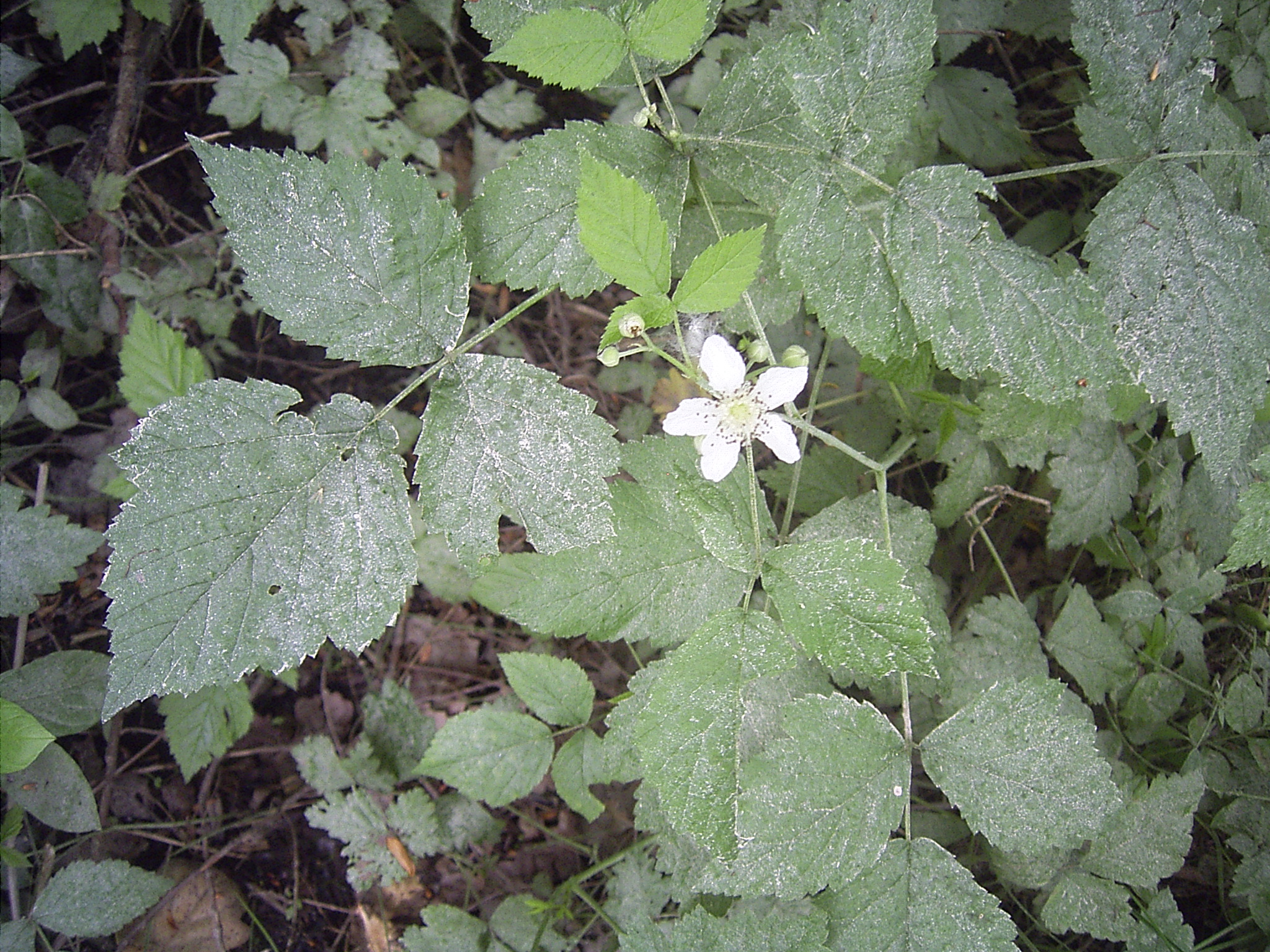
Habitus

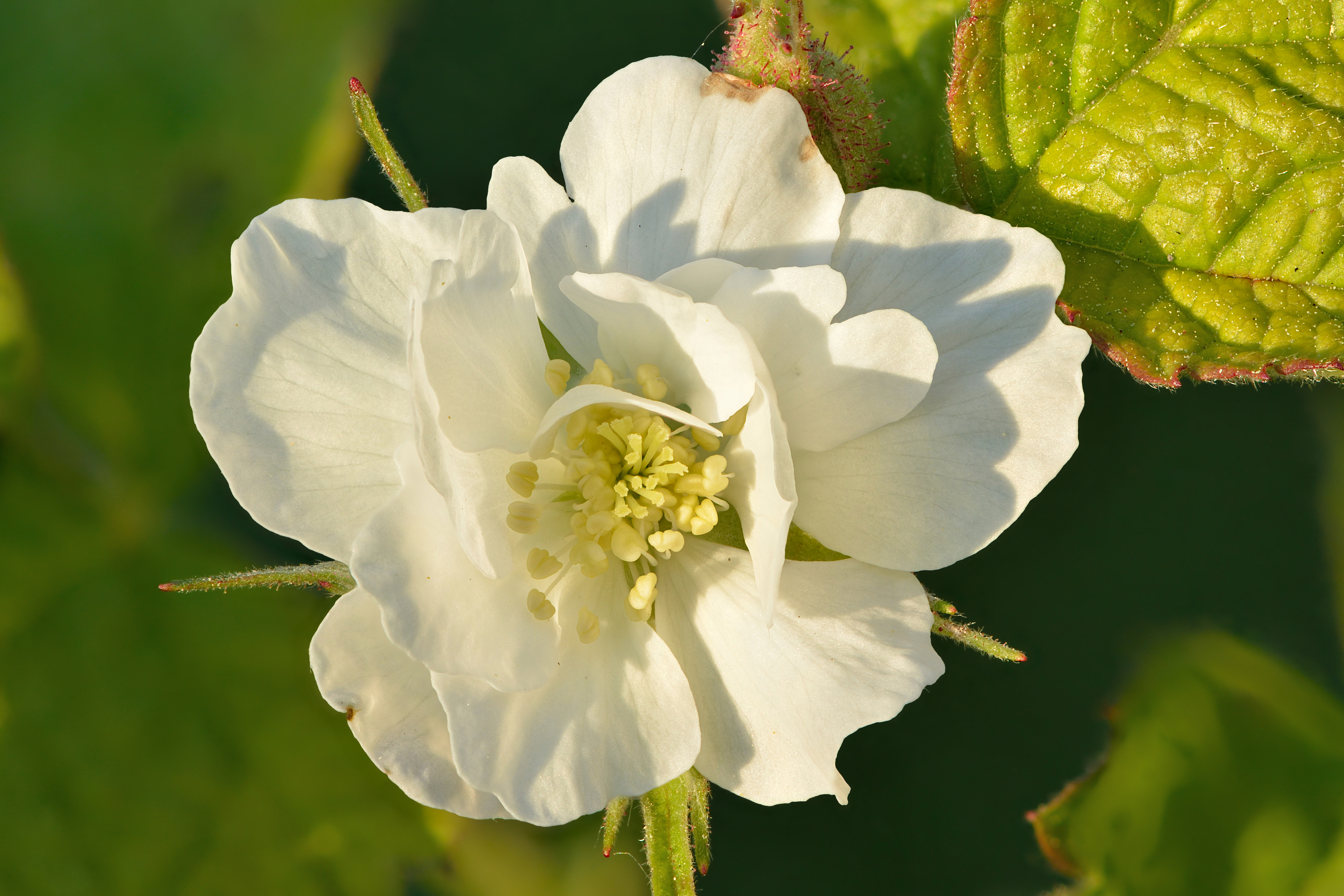
Blüte

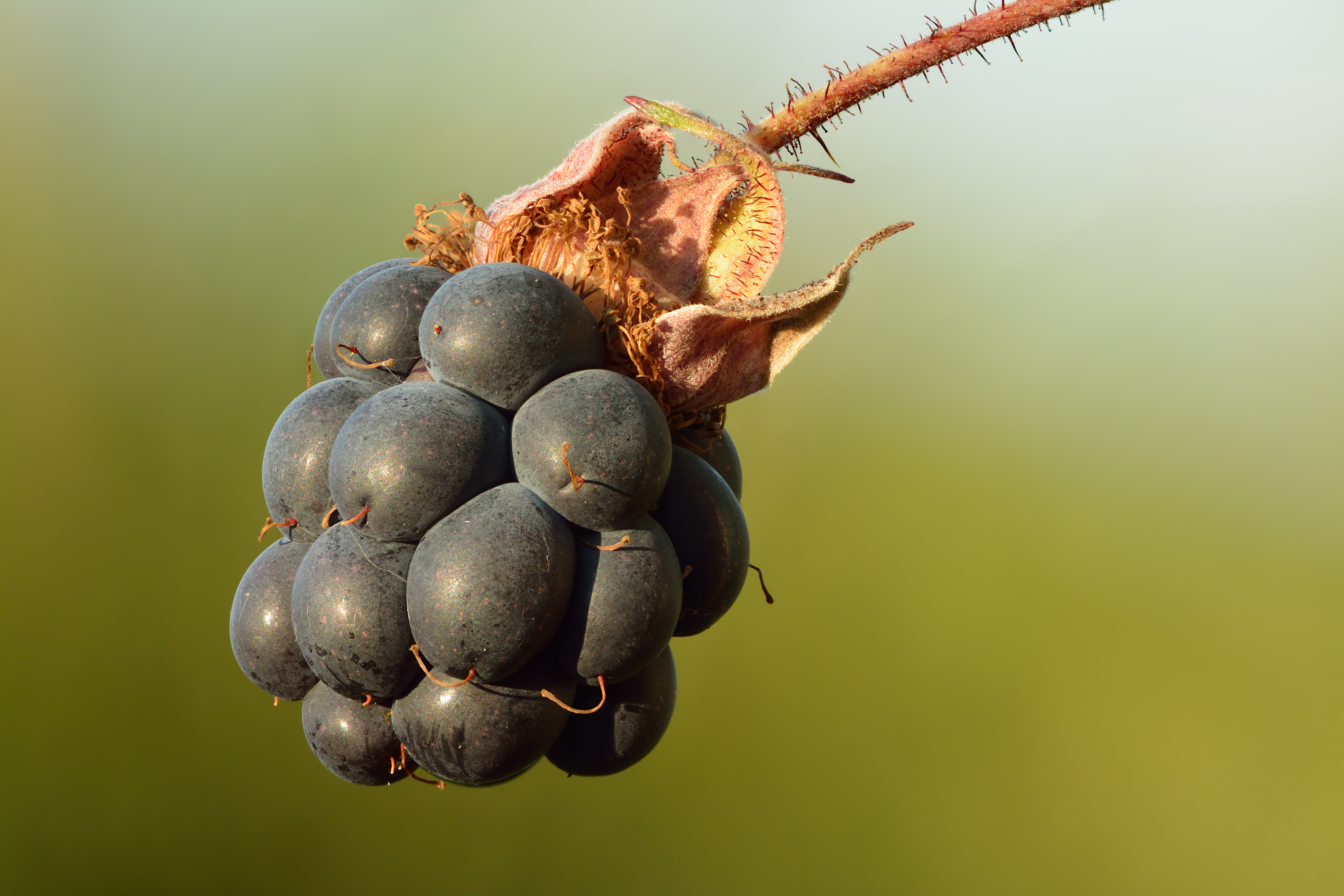
Sammelsteinfrucht

### Vegetative Merkmale
Bei der Kratzbeere handelt sich um Halbsträucher, deren oft niederliegende Ruten Längen von nur 30 bis 60 Zentimetern erreichen. Die Sprossachsen sind kahl bis filzig und mehr oder weniger „bereift“. Die oberirdischen Pflanzenteile sind spärlich mit borstenförmigen Stacheln besetzt.
Die wechselständig angeordneten Laubblätter sind in Blattstiel und -spreite gegliedert. Die Blattspreite ist unpaarig gefiedert und enthält drei Fiederblätter; Fünf Fiederblätter wie bei vielen anderen Arten der Untergattung Rubus kommen nur in Ausnahmefällen vor. Die Seitenfiedern sind fast sitzend. Bei den ausgewachsenen Laubblättern sind die eiförmigen bis manchmal verkehrt-eiförmigen, ober- und unterseits leicht behaarten, gesägten, spitzen Blättchen kaum länger als breit. Die Nebenblätter sind bei Schößlingen breit-lanzettlich, die der blühenden Kurztriebe schmal lanzettlich bis linealisch-lanzettlich.

### Generative Merkmale
Die end- oder achselständigen traubigen oder rispigen Blütenstände sind drüsig und meist fein behaart, teils bestachelt. Die Blütenstiele sind behaart.
Die relativ großen und zwittrigen Blüten sind radiärsymmetrisch und fünfzählig  mit doppelter Blütenhülle. Der flache Blütenbecher ist behaart mit leicht gewölbtem Zentrum. Die kleinen, zugespitzten und außen teils drüsig-behaarten Kelchblätter sind ausgebreitet. Die ausgebreiteten, weißen Kronblätter sind kurz genagelt. Die viele Staubblätter sind relativ kurz. Es sind einige oberständige, freie und einkammerige Stempel mit schlanken, kurzen Griffeln mit kopfigen Narben vorhanden.
Unter der Frucht ist ein haltbarer Kelch vorhanden. Die bis 1,5 Zentimeter großen Sammelsteinfrüchte zerfallen leicht in relativ wenigen (meist 5 bis 20), schwarze, bläulich „bereifte“, einsamige, saftige Steinfrüchte. Die Sammelsteinfrüchte schmecken ähnlich wie Brombeeren, nur nicht ganz so geschmacksintensiv und leicht säuerlicher. Die ei- bis nierenförmigen, hellbraunen Steinkerne sind texturiert.
Die Chromosomenzahl beträgt 2n = 28.

## Ökologie

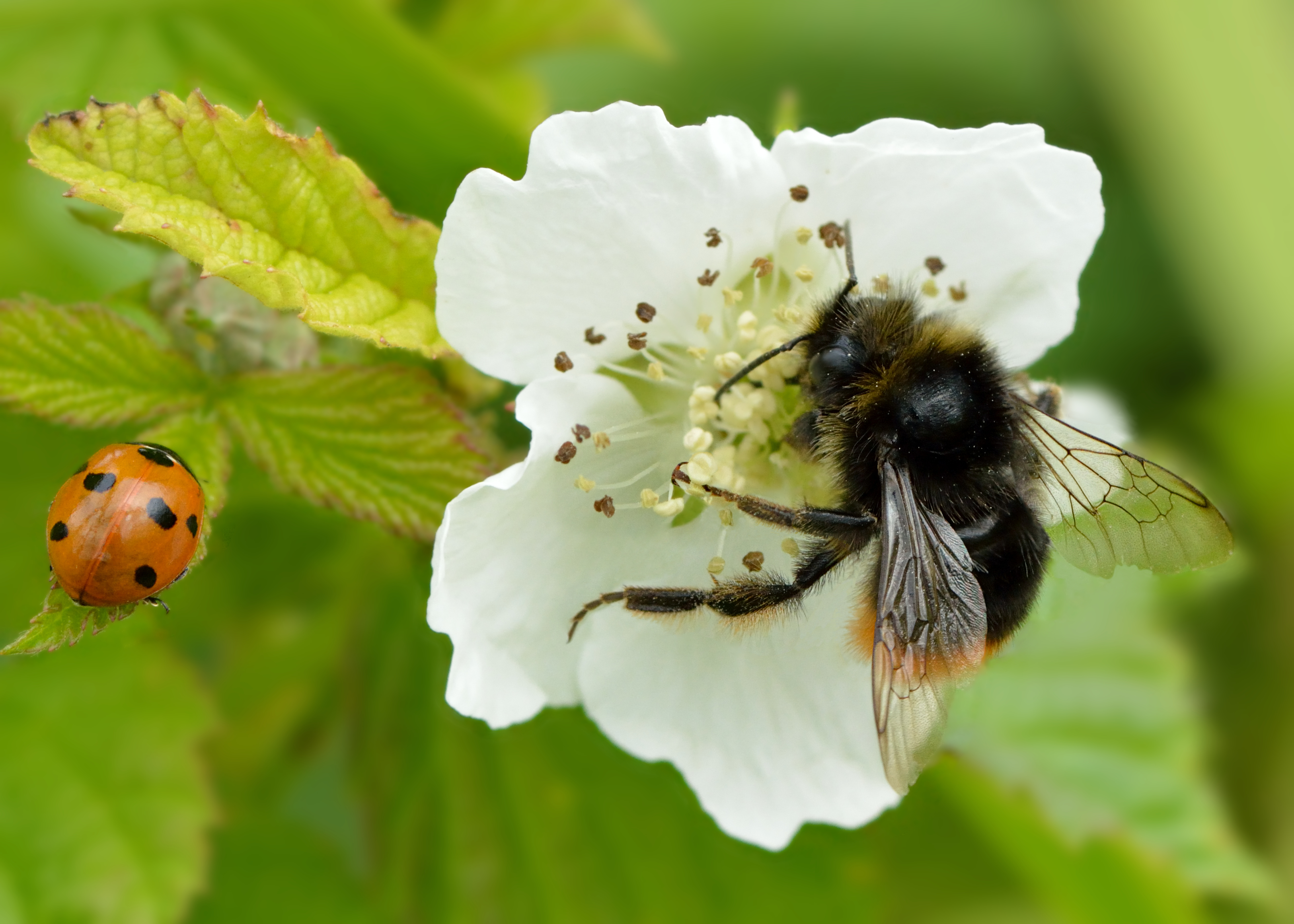
Bestäubung durch Steinhummel

Die Kratzbeere wurzelt bis 2 Meter tief. Es findet eine intensive vegetative Vermehrung durch Wurzelsprosse und sich bewurzelnde Sprossachsen statt.
Sie besiedelt Auwälder, Fluss- und Bachufer, Hecken, Böschungen, ehemalige Schuttplätze und Äcker. Sie ist überschwemmungstolerant und ein Bodenverdichtungsanzeiger.
Die Blüten sind homogam.
Die saftige, fad und sauer schmeckende Sammelsteinfrucht ist durch einen Wachsüberzug bläulich bereift, und sie besteht oft nur aus wenigen Einzelfrüchtchen.

## Vorkommen
Die Kratzbeere fehlt im mitteleuropäischen Tiefland, in den kalkarmen Mittelgebirgen sowie in  den Zentralalpen  mit kristallinem Gestein gebietsweise. Sonst kommt sie in Mitteleuropa zerstreut vor. Sie steigt in den Alpen nur selten über 1000 Meter auf; so z. B. in den Allgäuer Alpen in Vorderreute bei Wertach bis in Höhenlagen von 1050 Metern. In den Südalpen erreicht sie 1200 Meter, im Kanton Wallis sogar in einer Höhenlage von 1560 Meter. Auch in Südeuropa, Skandinavien bis nach Russland sowie im Balkan bis in die Türkei, Iran kommt sie vor.
Die Kratzbeere kommt an nährstoffreichen Standorten an Wegrändern oder in lichten Gebüschen vor. Oft wächst sie auch im Schotter von Flussufern oder Auwäldern. Sie gedeiht am besten in feuchten bis nassen, nährstoffreichen Lehm- oder Tonböden, die ziemlich roh und humusarm sein dürfen und kalkhaltig sein sollten. Die Kratzbeere ist in Mitteleuropa eine Charakterart der Ordnung Convolvuletalia, kommt  aber auch in Pflanzengesellschaften der Verbände Salicion albae oder Alno-Ulmion vor.
Die ökologischen Zeigerwerte nach Landolt et al. 2010 sind in der Schweiz: Feuchtezahl F = 3+w+ (feucht abet stark wechselnd), Lichtzahl L = 3 (halbschattig), Reaktionszahl R = 4 (neutral bis basisch), Temperaturzahl T = 3+ (unter-montan und ober-kollin), Nährstoffzahl N = 4 (nährstoffreich), Kontinentalitätszahl K = 3 (subozeanisch bis subkontinental), Salztoleranz 1 = tolerant.

## Systematik
Die Erstveröffentlichung von Rubus caesius erfolgte 1753 durch Carl von Linné in Species Plantarum, Tomus I, S. 493.
Die Art Rubus caesius gehört zur Untergattung Brombeeren (Rubus) aus der Gattung Rubus.

## Nutzung
Aus den Früchten wird Likör hergestellt. Sie können aber auch zu Kompott oder Marmelade sowie zu Drinks verarbeitet werden. Geschätzt sind sie auf Gotland (Salmbär).
Die Blätter werden medizinisch verwendet.